# 四国アライアンスキャピタル
四国アライアンスキャピタル株式会社（しこくアライアンスキャピタル）は、愛媛県松山市三番町に本社を置く企業。プライベート・エクイティ・ファンド運営会社である。
四国内の地方銀行4行（阿波銀行・伊予銀行・四国銀行・百十四銀行）の包括提携である「四国アライアンス」の主要施策の1つとして、2018年1月に4行が25％ずつ出資し設立された。

## 事業所
- 本社 - 愛媛県松山市三番町4丁目12番地1
- 高松事務所 - 香川県高松市亀井町7番15 セントラル第1ビル8階

## 沿革
- 2018年
  - 1月5日 - 「四国アライアンスキャピタル株式会社」設立。
  - 3月27日 - 事業継承支援などを目的とする「しこく創生ファンド」を設立。
  - 3月29日 - 企業再生支援を目的とする「しこく中小企業支援ファンド」を設立。
  - 4月2日 - アント・キャピタル・パートナーズと業務提携を締結[2]。
- 2021年6月1日 - しこく創生ファンドの後継となる「しこく創生2号ファンド」を設立[3]。

## 投資実績
- 桑原運輸（事業継承支援）
- タカフジ（成長支援）
- 田窪工業所（成長支援）

## 運営ファンド
- しこく創生ファンド（しこく創生投資事業有限責任組合）
- しこく創生2号ファンド（しこく創生2号投資事業有限責任組合）
- しこく中小企業支援ファンド（しこく中小企業支援ファンド投資事業有限責任組合）